# متعدد الكبريتيد

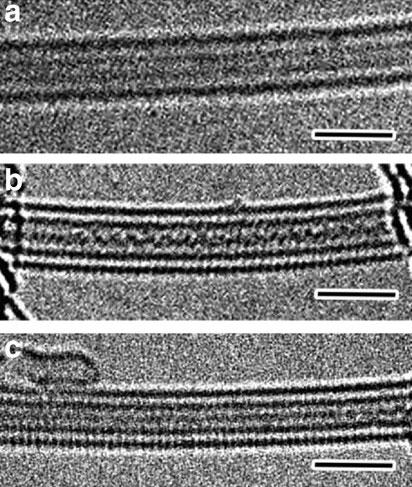
سلسلتان متوازيتان من الكبريت أحادي الذرة داخل أنبوب نانوي كربوني.

متعددات الكبريتيد هي صنف من المركبات الكيميائية الحاوية على سلاسل من ذرات الكبريت. هناك صنفان رئيسيان من متعددات الكبريتيدات: الأيوني (أنيوني سالب الشحنة) والعضوي.
لمتعددات الكبريتيدات الأنيونية الصيغة 2-Sn، وهي قواعد مرافقة لمتعددات الكبريتيد الهيدروجينية H2Sn. أما متعددات الكبريتيدات العضوية الصيغة RSnR، حيث R يقابل ألكيل أو أريل.